# Secamone gerrardii
Secamone gerrardii är en oleanderväxtart som beskrevs av William Henry Harvey, George Bentham och Hook. f.. Secamone gerrardii ingår i släktet Secamone och familjen oleanderväxter. Inga underarter finns listade i Catalogue of Life.